# Liste der Monuments historiques in Draveil
Die Liste der Monuments historiques in Draveil führt die Monuments historiques in der französischen Gemeinde Draveil auf.

## Liste der Bauwerke
| Bezeichnung                   | Beschreibung | Standort | Kennzeichnung | Schutzstatus | Datum | Bild |
| ----------------------------- | ------------ | -------- | ------------- | ------------ | ----- | ---- |
| Château de Villiers (Schloss) |              | (Lage)   | PA00087888    | Inscrit      | 1949  |      |

## Liste der Objekte
- Monuments historiques (Objekte) in Draveil der Base Palissy des französischen Kultusministeriums